# 饺子

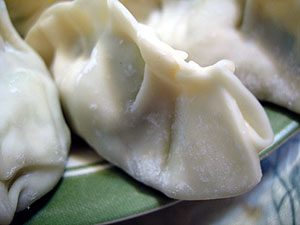
一个剛包好的餃子，皮上還帶著點麵粉以防止下锅前互相黏连

饺子，一种面食，是一種以薄麵皮包餡的食物。在東亞地區其形如半月或元寶，可以制作成蒸饺、煎饺或汤饺。餃子也是華人在農曆新年和冬至等節日的重要食品，在中國北方可作為全年食用的主食之一，東亞的餃子通常由碎肉和蔬菜餡料包裹成一片薄生麵團後包好捏紧，包好的餃子可以拿來製作成蒸餃、煎餃或湯餃；歐美地區的餃子則是截然不同樣貌。

## 名称
由於“扁食”“饺子”“角子”在指称对象、来源和语音上的纠葛和构词的差异，有部份漢語語言把三者精細区分。在陕北晉語，饺子因形制和烹饪方式不同而所指不同——捏成元宝状、煮着吃的叫“扁食”；形体较大、蒸着吃的叫（蒸）“饺子”；比蒸饺大而形制相同的包馅儿食品叫“角子”。

“扁食”的叫法分布在漢語的晋语、中原官话、兰银官话裡，而闽南語用“扁食”指馄饨。山東胶东部份地區稱“馉飵/馉饳”。
西方語言中一般從拼音翻譯為“Jiaozi”。在英語中饺子也常常翻譯為Dumpling，但这个词用來表示餃子並不準確，該詞主要指各國類似餃子大小形狀、內部含有餡料的食物，也包括餛飩、小籠包、粽子等等。另外餃子（／ gyōza）在日本常指日式煎饺。

## 各地餃子

### 中國大陸
從文字紀錄看，出現在南北朝的「渾沌餅」、「餛飩」當為餃子的前身。天津社會科學院教授王來華认为，餃子大約最早出現在中國南北朝時期，現今通過考古發現可以證明唐代的人已經享用餃子，1972年，新疆吐魯番阿斯塔那古墓群就發現了餃子實物。按其形狀不同，宋代分別稱其為“角兒“或“馉饳“。餃子在元明時代稱為“扁食”，在清代满洲旗人通常将煮水饺稱為“煮餑餑”。

#### 製法

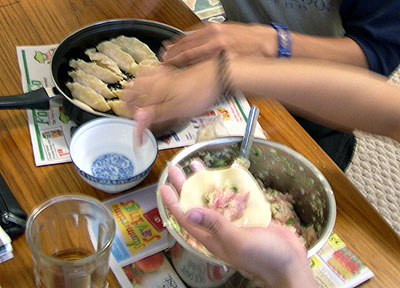
包饺子

##### 揉麵團
最常见的是麵粉中的中筋小麦粉，為了提升餃子皮的韌性和彈性還可以再加上用荞麦粉、地瓜粉、薄力粉、木薯粉等混合中筋麵粉。用凉水把粉末攪拌均勻，比例為1.7：1。在盆中揉成麵团后，放置30分钟，讓水充分渗入麵粉。餳麵的時間短，揉麵的時間就長，反之亦然。之后可以擀或捏以制成饺子皮。

##### 擀
將和好的麵团搓成直径2-3厘米的圆柱形长条。把柱条揪或切成长约1.5厘米左右的小麵團。把小麵團用手压扁。再用擀麵杖擀成直径約4-7厘米、厚约0.5-1毫米的、中心部分稍厚些的饺子皮。擀皮时，案板上要撒些乾麵粉（浮麵），以防粘到板上。

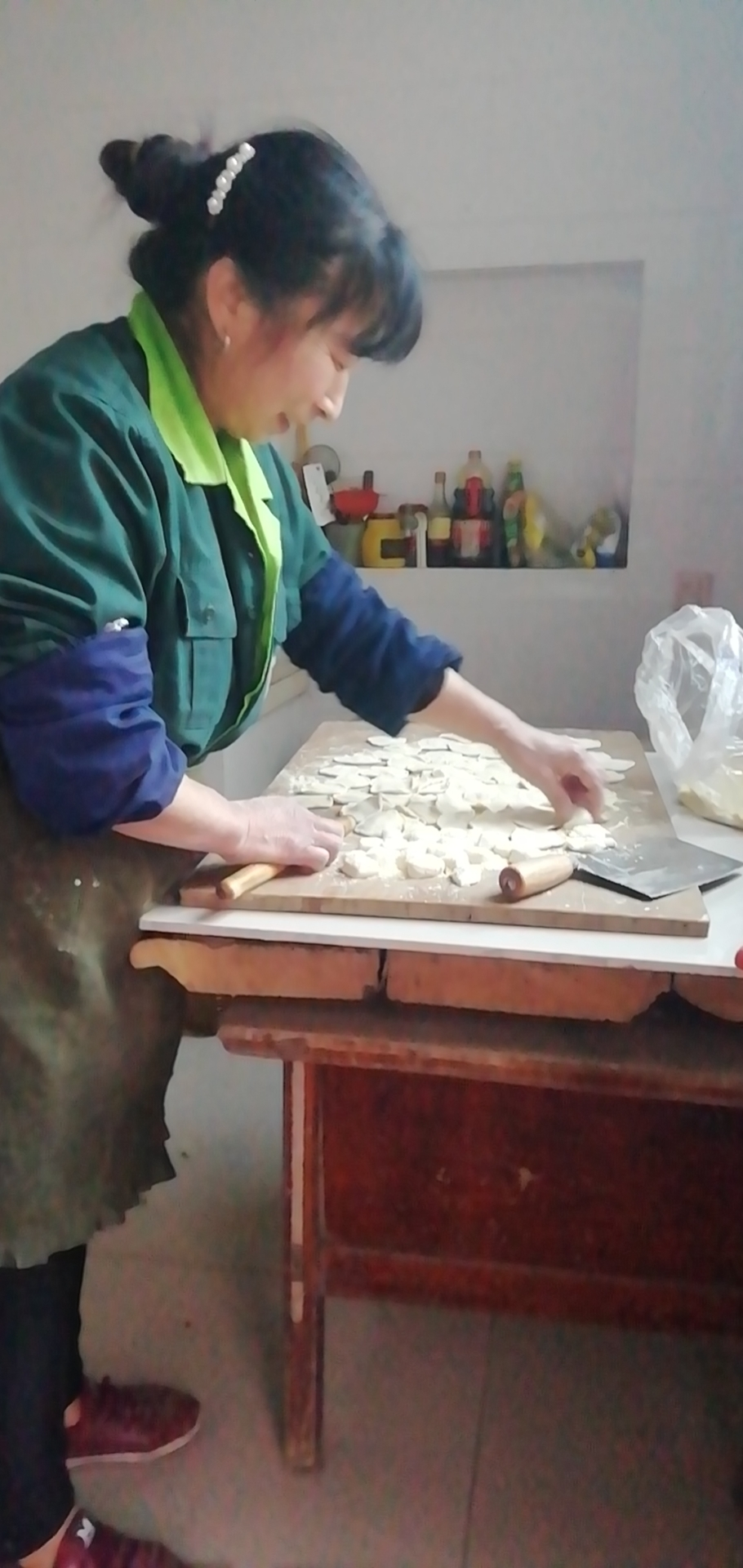
中国农村的一个妇女在擀饺子皮

##### 和馅
肉、蛋、鱼、虾，各种蔬菜，皆可做馅。以猪肉白菜馅为例：五花肉若干，剁成肉末。大白菜若干，切碎，挤乾水份，与肉末混在一起，加薑茸，酱油，食盐，食用油等，搅拌到一起。

##### 包
把适量的馅放在饺子皮中间，再把皮对折，把边捏合，一个生饺子就包好了（有特殊饺子不需将边捏合，煮熟自然合，不在此例），华北和东北有些地方捏合后要用双手拇指和食指将饺子边掬紧，掬过的饺子不容易煮烂而且美观大方，是饺子最具有代表性的形状。包好后的饺子一般放在高粱秆制作的硬箅子上，因此煮熟后底端会有明显的横纹。一般来说，包饺子讲究皮薄馅大，好吃但不好包。

#### 烹调
- 水餃

锅中放清水，烧开后，放入生饺子，一边放一边搅动，以防粘锅。沉在锅下部的饺子层的高度与其上面的水层的厚度，以不超过3:2为宜。过多的話，饺皮易破。早期餃子烹煮過程中另需加入3次涼水，以降溫、延長烹煮時間，必須經歷所謂「三浮三沉」，方可保證煮熟餡料。近日流行加上锅盖待水燒開，整个过程保持旺火，至餃子全熟。

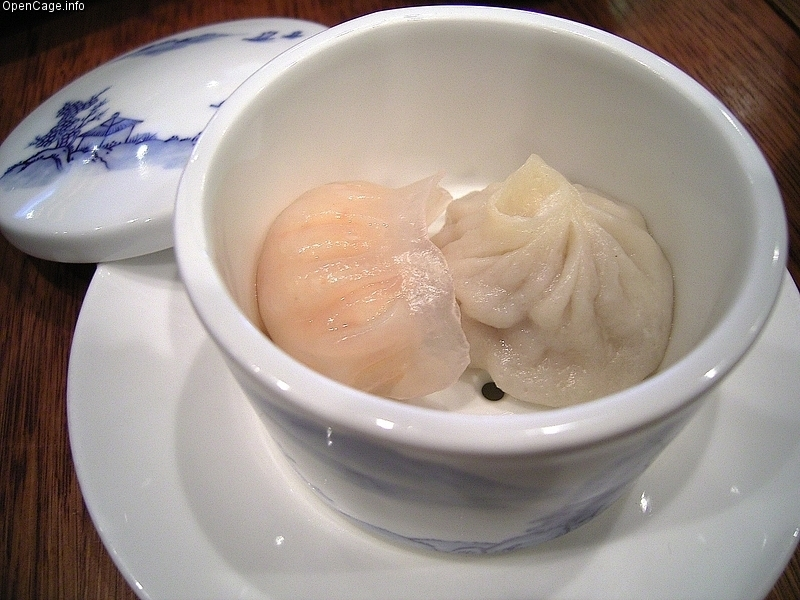
水晶蝦餃 （蒸饺）
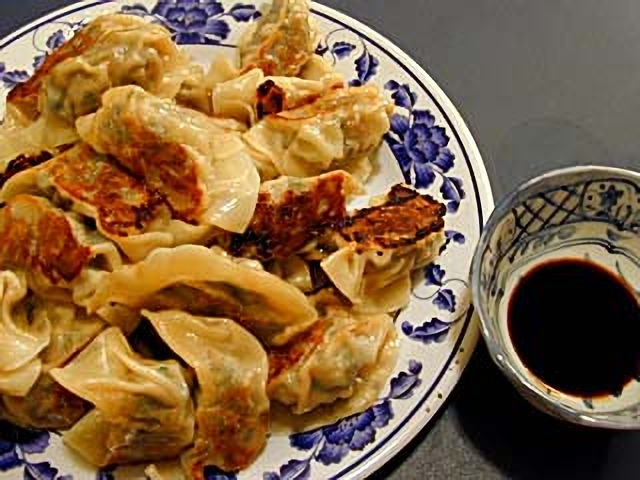
煎饺
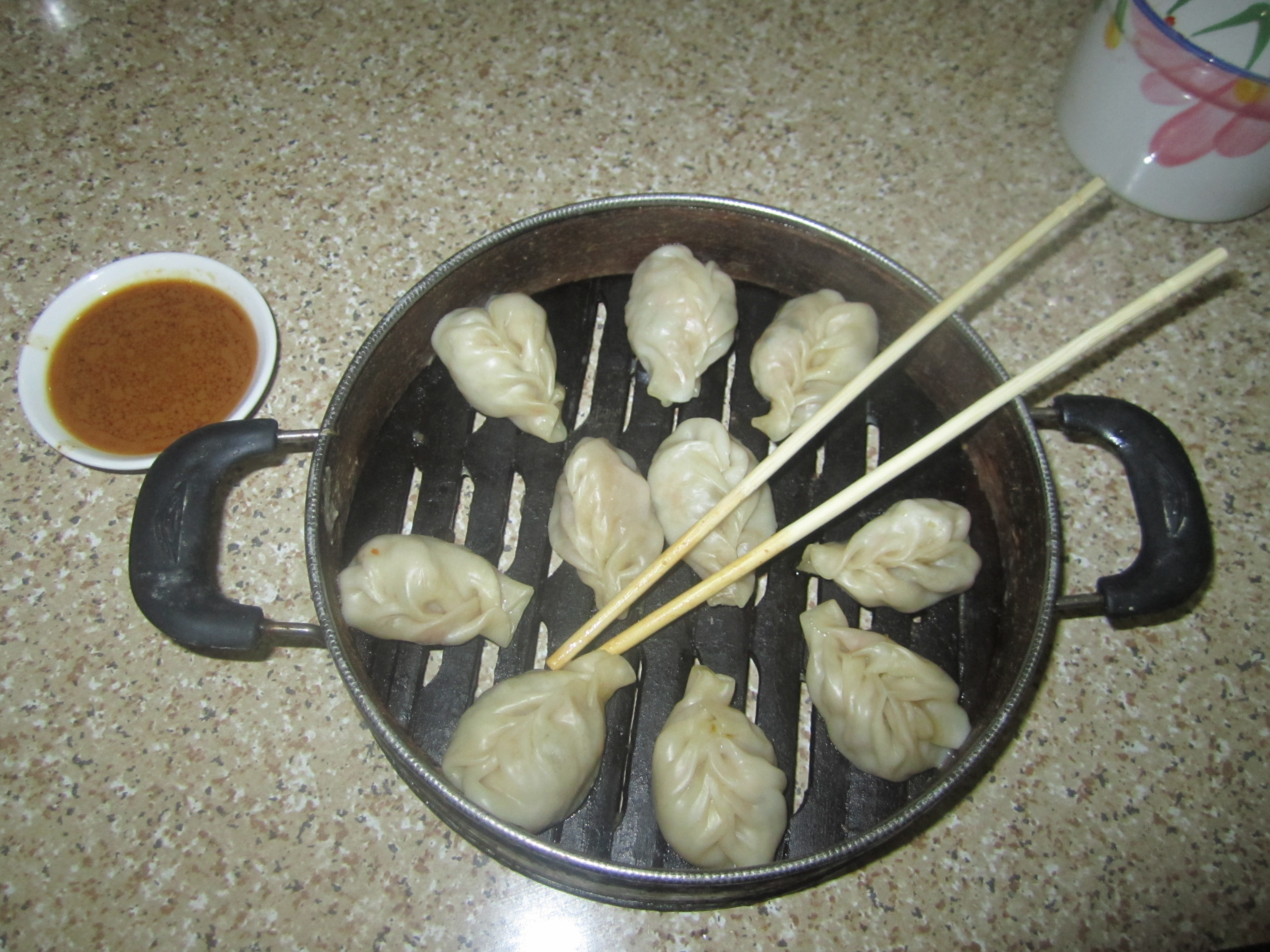
蒸饺
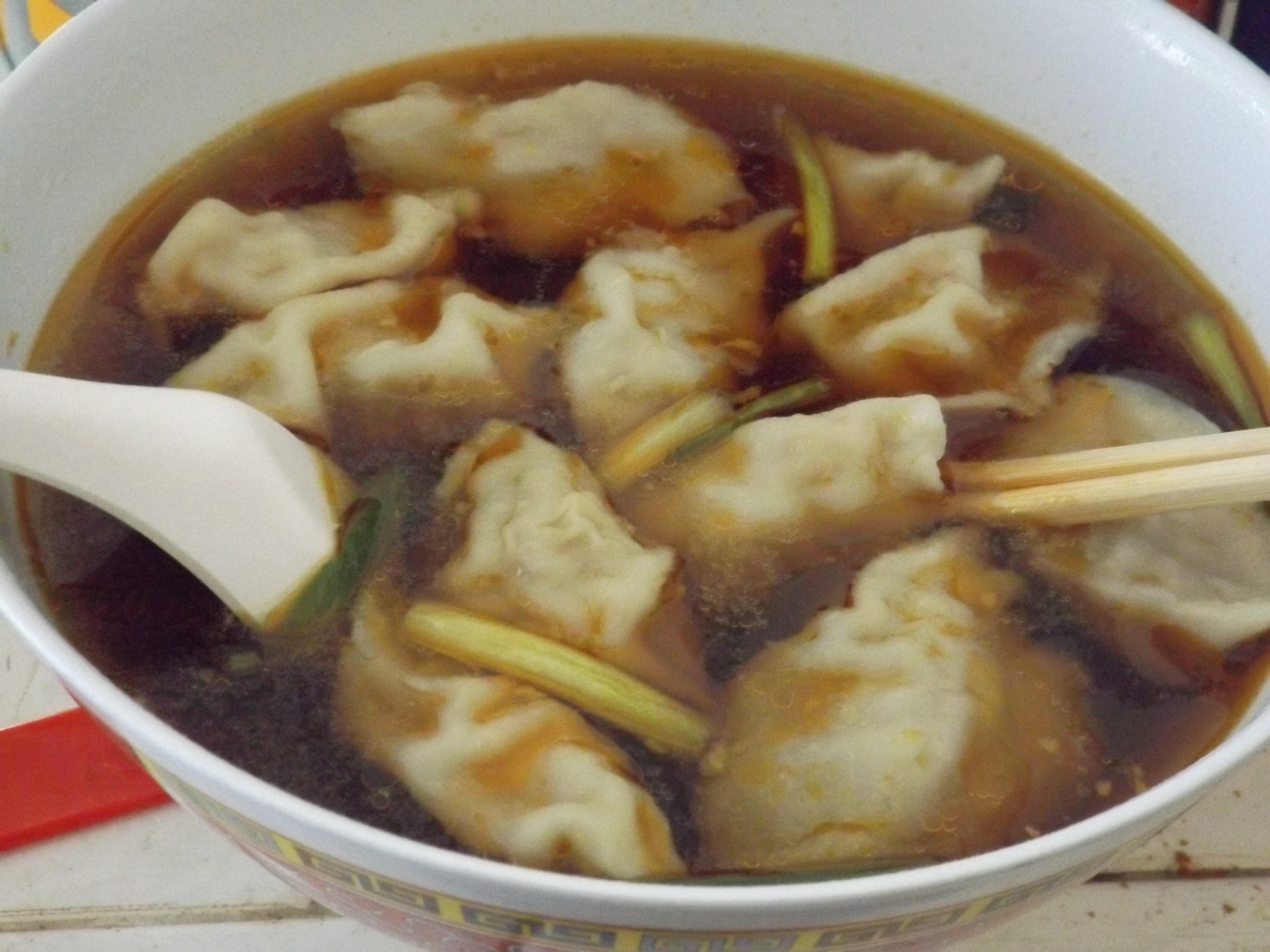
湯餃

源於饺子包的太多而一次吃不完，留著下餐再吃的時候煎熱，習慣上會用食用油把餃子煎熱。有些人會把煎餃跟鍋貼弄混，不只外型不同，製作方式也不同，甚至連烹煮的方法也不一樣，鍋貼外型較扁較長，煎餃則像元寶，鍋貼水少吃起來相對煎餃來說比較乾。
- 蒸饺

餃子皮較薄包成的餃子，可以放到蒸屉中，用大火蒸熟。
- 湯餃

煮熟餃子後加上湯
- 水晶蝦餃 （蒸饺）
- 煎饺
- 蒸饺
- 湯餃

#### 常见佐料
- 酱油
- 蒜泥
- 醋
- 辣椒油

### 蒙古

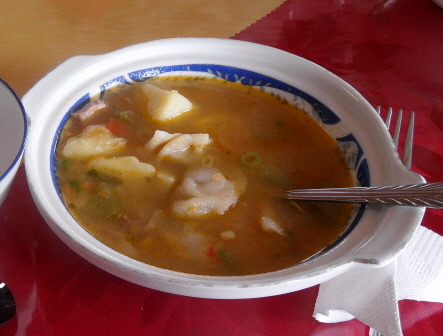
蒙古湯餃

元代饺子类食品称为“扁食”，如清人记载“元旦子时，盛馔同离，如食扁食，名角子，取其更岁交子之义”。“扁食”之得名，疑是因其形状。後「扁食」（羅馬化：Bansh）一詞也借入蒙古語，成为蒙古人對餃子的稱呼，存留至今。在蒙古國則主要用於稱呼一種湯餃。

### 日本

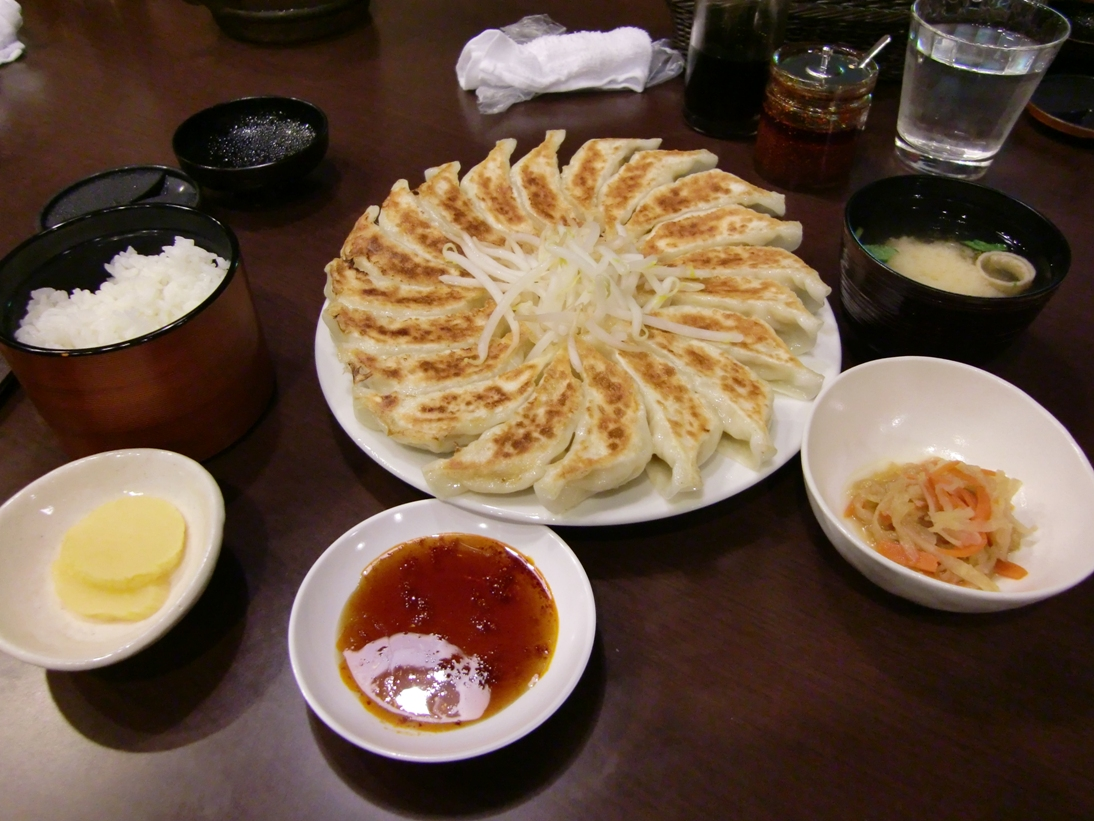
日本「濱松餃子」

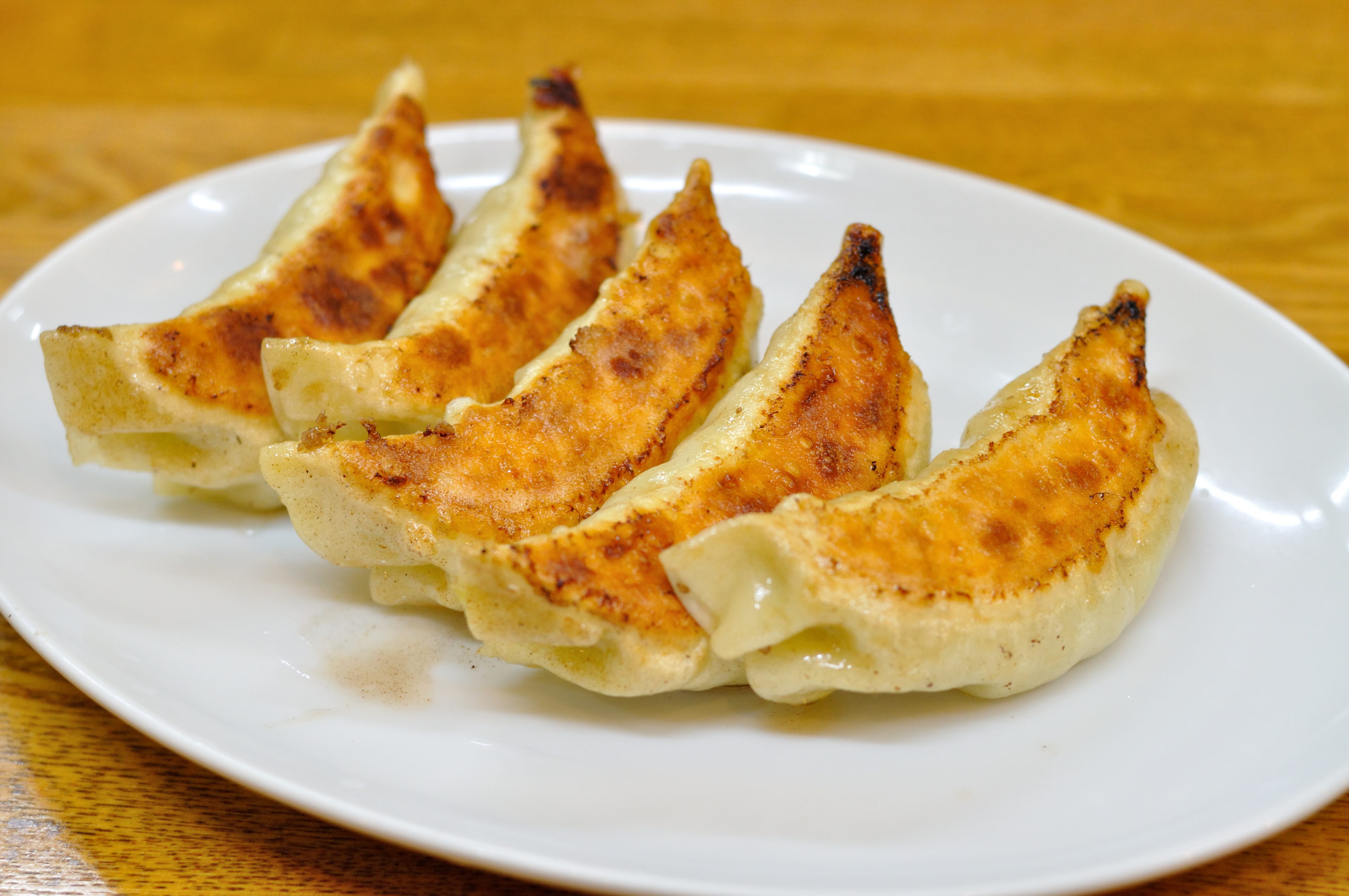
日式煎餃

日本料理中則以「燒餃子」（又稱煎餃）为主，在餡裡有豬肉、大蒜、白菜。佐以醬油、醋和辣油。日本的餃子通常作為菜餚，而不是主食。靜岡縣濱松市與櫪木縣宇都宮市為餃子文化最興盛的兩座都市。餃子的王將與大阪王將為日本兩大主要的餃子餐飲連鎖店。

### 台灣
台灣水餃，現今台灣多俗稱「水晶餃」（但非指廣東料理的蝦餃）：以地瓜粉做餃子皮，傳統內餡主要為豬肉、筍子、蝦仁米，外觀以立體三角形、水滴形、蛋餃形、包子形或圓形方式呈現，通常作為小吃、菜餚或湯品，而非主食。後來為了區分來自中國北方的水餃，而改稱水晶餃。

### 韓國

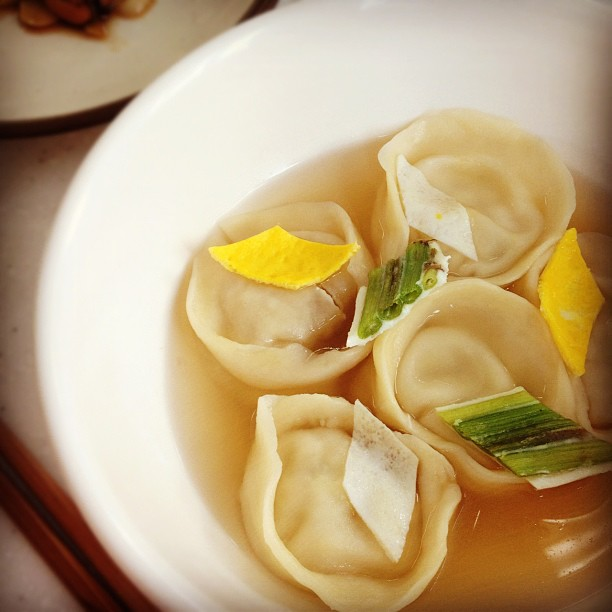
韓國饅頭

韓國的饅頭類似餃子，以牛肉為餡，並在牛肉餡裡加上大量的辣椒，包成站著的半月形。

### 越南
以魚肉為餡，在餡裡加大量橙皮、豬肉、雞蛋。

### 中亞和西亞
土耳其語稱之為（即為突厥饅頭），流行於烏茲別克、土耳其、阿富汗、亞美尼亞等國家，多以羊肉為餡，用加拌碎蔥的酸奶煮熟後，澆上黃油，噴上紅辣椒粉。傳說為蒙古帝國和帖木兒帝國時期從東亞傳到中亞和西亞。

### 俄罗斯
餡有牛肉、胡蘿蔔、雞蛋、馬鈴薯、蘑菇、起司、葱頭、鹽、辣椒末，甚至還有櫻桃以及藍莓口味，份量較大，湯底為牛骨熬成的清湯，也有用奶油等其他湯。俄國餃子湯是第一道菜，餃子是第二道菜。

### 印度、尼泊爾
用料、做法與俄羅斯餃子近似，份量更大，烤製而成。尼泊尔和印度北部的“馍馍”类似于中国的蒸饺。

### 墨西哥
洋葱、牛肉、番茄、荷蘭芹菜做餡，餃子皮是用手壓成長方形。饺子以番茄、辣椒、洋葱煮成的汤煮，吃罢饺子再喝汤。

### 南美洲
阿根廷、巴拉圭等有類似之食物，稱之為恩潘納達（Empanada），體積稍大，一般約為中國餃子的4至5倍大。以炒過的牛肉、洋蔥、水煮蛋炒為餡，以麵皮包覆，再經油炸後食用。

### 意大利
餡料以乾酪、洋葱、蛋黄為主，有時也加一些菠菜、牛肉；另外還有一種是以雞肉、乾酪做主料，主要調料有黄油、洋葱、檸檬皮、肉豆蔻。包餃子的方法是，把麵壓成一塊長條，一勺勺放好餡，在麵的邊緣沾上水，再用同樣的一條麵皮合在一起壓好，然後用刀切開。

### 匈牙利
以腌製李子、杏、烏梅等煮成果醬做餡。餃子皮有大量豬油和两倍於麵粉的馬鈴薯泥、雞蛋、糖和鹽，有時會裹上炸好的麵包茸。

### 波蘭
波蘭餃子（波蘭語：Pierogi）外觀與中國餃子相似，有肉餡，菜餡和奶酪餡以及水果餡。

### 斯洛伐克
斯洛伐克餃子是包著果醬、茅屋起司、中東歐羊起司或馬鈴薯的餃子，是斯洛伐克的傳統菜餚。

### 乌克兰
烏克蘭餃子（烏克蘭語：варе́ник），也譯甜餡餃子，是一種流行於烏克蘭的餃子。

### 喬治亞
卡里餃，起源於喬治亞山區，在高加索的不同地區其樣式略有差異。卡里餃的餡料因地區而有不同，大多是肉末加上洋蔥、辣椒、鹽和孜然。

## 参看
- 锅贴
- 馄饨
- 春節
- 玉棋
- 灌汤包
- 餃子
- 俄國餃子